# Heroon

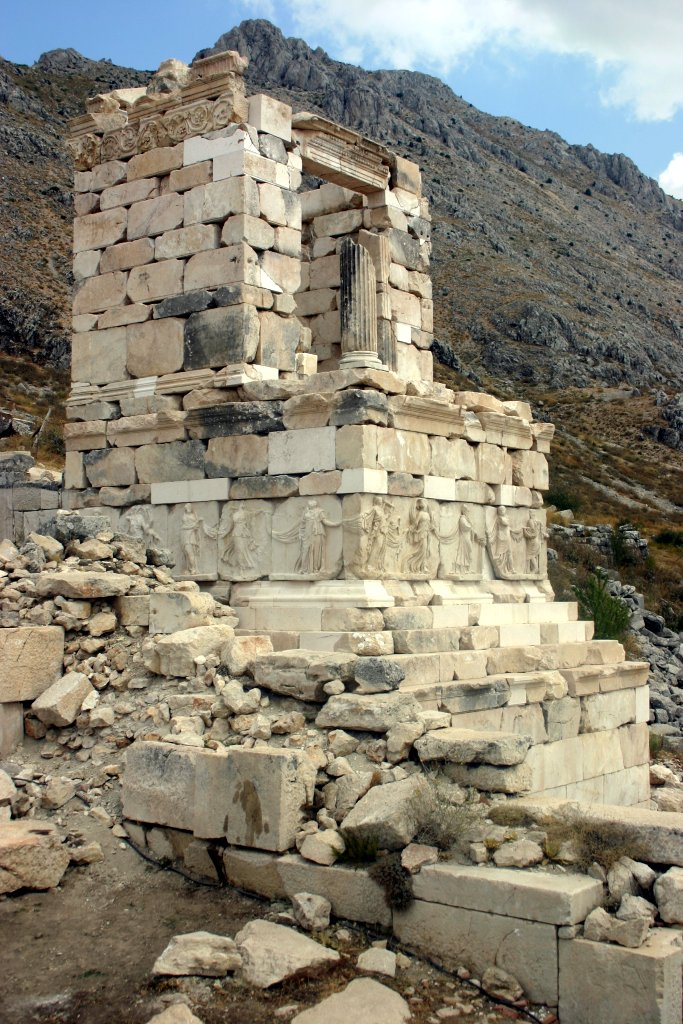
Heroon Szagalassoszban, a mai Törökországban.

Heroonnak (többesszáma: Heroa, ógörögül: ἡρῷον) neveztek a görög-római építészetben valamely Herosnak – legtöbbször a mindenkori polisz legendás alapítójának – szentelt szentélyt vagy síremléket, melyet különleges tisztelet övezett. Ezekben az esetekben az ilyen építményt kenotáfiumnak tekintünk, emlék-épületnek, elsősorban akkor, ha az építése jóval a tiszteletben álló személy halála után történt. Mindenekelőtt a hellenizmus idején szaporodtak meg a heroák mint városi kultikus helyek, nem ritkán annak érdekében, hogy ezzel is a polisz függetlenségét demonstrálják. Ezek az épületek többnyire exponált helyeken emelkednek, például az agóra vagy közvetlenül a városkapu előtti hely.

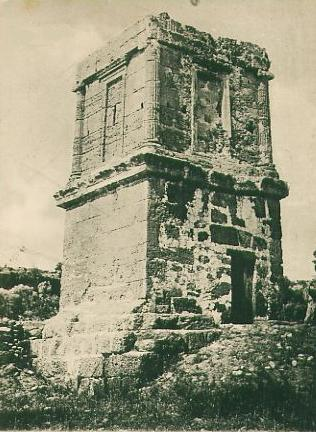
Heroon a szicíliai Agrigentóban.

## Ismertheroák
- Diodoros Pasparos heroonja Pergamonban
- Kalydon heroonja
- Limyra heroonja
- Trysa heroonja (ma Bécsben)
- az uralkodó kultuszának temenosza Pergamonban
- az úgynevezett Teron síremléke Agrigentóban
- Atilia Pomptilla heroonja Cagliariban (Szardinia)
- Lefkandiban egy kiásott építményt heroonként interpretálnak
- Pompeiiben a Forum Triangolaren Herkulesnek szentelt heroon áll

## Fordítás
Ez a szócikk részben vagy egészben  a   Heroon című német Wikipédia-szócikk ezen változatának fordításán alapul.  Az eredeti cikk szerkesztőit annak laptörténete sorolja fel. Ez a jelzés csupán a megfogalmazás eredetét és a szerzői jogokat jelzi, nem szolgál a cikkben szereplő információk forrásmegjelöléseként.